# Finca 66
Finca 66 es un corregimiento del distrito de Changuinola, en la provincia de Bocas del Toro, República de Panamá. Fue fundado el 19 de octubre de 2020, segregado del corregimiento de Changuinola.